# Asemesthes numisma
Asemesthes numisma är en spindelart som beskrevs av Tucker 1923. Asemesthes numisma ingår i släktet Asemesthes och familjen plattbuksspindlar. Inga underarter finns listade i Catalogue of Life.